# L'Anse-au-Clair
L'Anse-au-Clair é uma pequena cidade localizada na província canadense de Terra Nova e Labrador. De acordo com o censo canadense de 2016, a cidade tinha uma população de 216 habitantes.